# Херман Вагнер
Херман Вагнер (нем. Hermann Wagner, 1813. или 1814– ?) био је швајцарцарски лекар који је медицину студирао у Швајцарској и Француској, а као лекар радио у Русији, Молдавији, Грчкој, Турској и Србији од 1844. године.

## Живот и каријера
Рођен је у Швајцарској, у кантону Аргау (Aargau). Медицину је студирао у Швајцарској и  Француској. Након завршетка студија медицине као  лекар радио је неколико година у Русији, Молдавији, Грчкој и Турској.
У Србију је дошао у октобру 1844. године, са намером да у њој започне лекарску праксу. У децембру 1845. обратио се лично кнезу Александру Карађорђевићу са молбом за место београдског општинског лекара које је остало упражњено након што је 1845. године ово место напустио др Белони и прешао у војни санитет. На кнезову препоруку, Министарство унутрашњих дела га је 7. фебруара 1846. године примило за „контрактуалног физикуса“ (физикуса под уговором), на годину дана, са следећом напоменом у уговору... да је дужан да научи српски језик „сходно Уредби од 21. августа1839. године“ (Наставленија за окружне лекаре и физикусе),што је значило да за то има рок од највише две године.
Након ступања на дужност Вагнер је одмах започео да ради на поправљању стања у скромно опремљеној Болници. Прво је на његову молбу да се основни хируршки инструментаријум набави60 болница добила прве хируршке инструменте. Следећа његова иницијатива била  је да ангажује хирург  или берберина за „болеснике од рана“,   Како са реализацијом овог предлога није ишло лако, тек 1847. године у Болницу је примљен још једног послужитеља.
Незадовољство надлежних радом и односом др Вагнера (које се прво испољило у случају лечења младића Луке, а потом и у ситуацији када је одбио да прегледа једног умрлог робијаша),  непрестано расло. Након што се јануара 1847, године Оштина београдска  преко Управитељства вароши жалила се Министарству на Вагнера  наложено јој је да се стрпи, сачека и види да ли ће се др Вагнер у наредном периоду поправити у вршењу дужности. Да се он није поправио, јасно је из његове кондуит листе за 1848. годину, у којој га је лоше оценио управник вароши Београда.
Када је незадовољство кулминирало крајем 1848. године Општина је у новембру 1848. године тражила Вагнерово разрешење али се после петнаестак дана предомислила увидевши да „за сада бољег“ кандидата за лекара нема.  Такође је и Министарство наложило  Општини да сачека да Вагнеру истекне уговор 26. фебруара 1849, па да након тога одлучи хоће ли за наредну годину уговор потписати опет с њим или снеким другим доктором.

Спор са др Вагнером коначно је решен одлуком Општине да ангажује „II општинског лекара“ (зашта је од Министарства, добила одобрење још 1846.године). Тај „II општински лекар“ био је др Иларион Анђелковић. 